# Rock Your Body
«Rock Your Body» es una canción y el tercer sencillo del álbum debut de Justin Timberlake titulado Justified acompañado de Vanessa Marquez. Lanzado en el 2003 y producido por The Neptunes. La canción alcanzó la posición #5 en el Billboard Hot 100, posición #1 en Australia por una semana y puesto #2 en Reino Unido. Cabe señalar que, originalmente, la canción se había ofrecido a Michael Jackson, quien la rechazó, al igual que varias otras canciones de Justified.

## Video musical
El video musical fue dirigido por Francis Lawrence. El vídeo se abre dentro de un cubo negro con una serie de luces de diferentes colores con varias personas bailando. Luego, aparece Justin Timberlake cantando la canción con pasos de baile. Timberlake flota en el piso de una abertura en el techo con forma cúbica, realizando coreografías con sus bailarines de apoyo y cantando al primer verso de la pista. A lo largo del video, lo ves a Timberlake bailando por él mismo, con la toma de una cámara panorámica alrededor de su cara. Entrando en el segundo verso, Justin se encuentra en el cubo por su cuenta, la manipulación del movimiento del cubo con las manos y con las piernas después de la plataforma móvil. Timberlake vuelve entonces a realizar la coreografía de nuevo con sus bailarines. Tras el segundo estribillo, está bailando con una mujer, que con los labios se sincroniza la sección de Vanessa Márquez. Después, en el puente de la canción, aparece Timberlake haciendo beat boxing, donde se muestra bailando solo. El puente termina, y el vídeo continúa con Timberlake bailando junto a sus bailarines de respaldo. Casi al final de la canción hay un beat-boxing que sería un ritmo de cierre de la canción, y cuenta con la cámara panorámica en torno a varios Justin (grabado con pantalla verde) haciendo beat boxing y hablando en sincronía con la letra de la canción. El video termina con Timberlake duplicado apuntando y corriendo hacia la dirección opuesta.

## Versiones y apariciones en otros medios
- Ping Pong Orchestra de Shawn Lee realizó una versión instrumental de la canción en su álbum, Hits the Hits!.[3]
- La canción fue versionada en vivo regularmente por la banda de rock experimental Tub Ring, y se registró como un lado B de su álbum publicado en 2007, The Great Filter.[4]
- La canción apareció brevemente en el episodio de la novena temporada de la serie South Park "Marjorine".[5]
- En el programa chileno de la cuarta temporada de Mi nombre es... Giovanni de 22 años cantaron la canción.[6]

## Lista de canciones
Maxisencillo
1. «Rock Your Body» (Álbum versión) – 4:28
2. «Rock Your Body» (Sander Kleinenberg's Just in the Radio Edit) – 3:33
3. «Rock Your Body» (Paul Oakenfold Mix) – 5:41
4. «Rock Your Body» (Instrumental with Beatbox) – 4:28

## Posicionamiento en listas
| Listas (2003-2004)                     | Mejor posición |
| -------------------------------------- | -------------- |
| Australia (ARIA)                       | 1              |
| Austria (Ö3 Austria Top 40)            | 56             |
| Bélgica (Flandes) (Ultratop 50)        | 6              |
| Bélgica (Valonia) (Ultratop 50)        | 14             |
| Dinamarca (Tracklisten)                | 3              |
| Finlandia (OFC)                        | 6              |
| Francia (SNEP)                         | 15             |
| Alemania (Offizielle Deutsche Charts)  | 25             |
| Irlanda (IRMA)                         | 4              |
| Países Bajos (Mega Single Top 100)     | 6              |
| Nueva Zelanda (Recorded Music NZ)      | 4              |
| Noruega (VG-lista)                     | 17             |
| Romania (Romanian Top 100)             | 6              |
| Suecia (Sverigetopplistan)             | 15             |
| Suiza (Schweizer Hitparade)            | 34             |
| Reino Unido (UK Singles Chart)         | 2              |
| Estados Unidos (Billboard Hot 100)     | 5              |
| Estados Unidos (Hot R&B/Hip-Hop Songs) | 45             |
| Estados Unidos (Adult Top 40)          | 24             |
| Estados Unidos (Mainstream Top 40)     | 1              |

## Historial de lanzamientos
| País           | Fecha              | Formato      | Discográfica             |
| -------------- | ------------------ | ------------ | ------------------------ |
| Estados Unidos | 7 de abril de 2003 | Urban radio  | Jive Records             |
| Japón          | 6 de mayo de 2003  | Maxisencillo | Sony Music Entertainment |
| Alemania       | 19 de mayo de 2003 | Maxisencillo | Sony Music Entertainment |
| Reino Unido    | 19 de mayo de 2003 | Maxisencillo | Sony Music Entertainment |